# Go Ahead in het seizoen 1958/59
Het seizoen 1958/1959 was het vijfde jaar in het bestaan van de Deventerse betaaldvoetbalclub Go Ahead. De club kwam uit in de Tweede divisie B en eindigde daarin op de eerste plaats, dit betekende automatische promotie naar de Eerste divisie.

## Wedstrijdstatistieken

### Tweede divisie B
|       | Be Quick | Enschedese Boys | Heerenveen | N.E.C. | Oldenzaal | Oosterparkers | PEC   | Rheden | Tubantia | Veendam | Velocitas | Zwartemeer | Zwolsche Boys |
| ----- | -------- | --------------- | ---------- | ------ | --------- | ------------- | ----- | ------ | -------- | ------- | --------- | ---------- | ------------- |
| Thuis | 2 – 0    | 1 – 1           | 6 – 0      | 1 – 1  | 3 – 2     | 5 – 0         | 3 – 1 | 3 – 2  | 4 – 3    | 5 – 1   | 1 – 0     | 0 – 0      | 1 – 0         |
| Uit   | 0 – 2    | 2 – 1           | 0 – 2      | 0 – 0  | 2 – 3     | 0 – 5         | 1 – 2 | 0 – 3  | 1 – 1    | 0 – 1   | 0 – 0     | 0 – 1      | 1 – 0         |

## Statistieken Go Ahead 1958/1959

### Eindstand Go Ahead in de Nederlandse Tweede divisie B 1958 / 1959
| Stand | Gespeeld | Gewonnen | Gelijk | Verloren | Punten | Doelpunten voor | Doelpunten tegen |
| ----- | -------- | -------- | ------ | -------- | ------ | --------------- | ---------------- |
| 1e    | 26       | 18       | 6      | 2        | 42     | 56              | 18               |

### Topscorers
| Competitie \| # \| Naam \| \| \| ------ \| ------------------ \| -- \| \| 1. \| Henk van Brussel \| 13 \| \| 2. \| Willy Mos \| 11 \| \| 3. \| Jan Groninger \| 8 \| \| 4. \| Dick Faber \| 6 \| \| 5. \| Joop Butter \| 5 \| \| 5. \| Henk Hendriks \| 5 \| \| 7. \| Gerrit Niehaus \| 4 \| \| 7. \| Jan Scherpenhuizen \| 4 \| \| Totaal \| Totaal \| 56 \| |                    |      |
| # | Naam               | Goal |
| 1. | Henk van Brussel   | 13   |
| 2. | Willy Mos          | 11   |
| 3. | Jan Groninger      | 8    |
| 4. | Dick Faber         | 6    |
| 5. | Joop Butter        | 5    |
| 5. | Henk Hendriks      | 5    |
| 7. | Gerrit Niehaus     | 4    |
| 7. | Jan Scherpenhuizen | 4    |
| Totaal | Totaal             | 56   |

### Punten per speelronde
| Speelronde | 1 | 2 | 3 | 4 | 5 | 6 | 7 | 8 | 9 | 10 | 11 | 12 | 13 | 14 | 15 | 16 | 17 | 18 | 19 | 20 | 21 | 22 | 23 | 24 | 25 | 26 |
| ---------- | - | - | - | - | - | - | - | - | - | -- | -- | -- | -- | -- | -- | -- | -- | -- | -- | -- | -- | -- | -- | -- | -- | -- |
| Punten     | 2 | 1 | 2 | 2 | 2 | 2 | 2 | 0 | 2 | 2  | 0  | 2  | 1  | 2  | 1  | 2  | 2  | 2  | 2  | 1  | 1  | 2  | 2  | 1  | 2  | 2  |

### Punten na speelronde
| Speelronde | 1 | 2 | 3 | 4 | 5 | 6  | 7  | 8  | 9  | 10 | 11 | 12 | 13 | 14 | 15 | 16 | 17 | 18 | 19 | 20 | 21 | 22 | 23 | 24 | 25 | 26 |
| ---------- | - | - | - | - | - | -- | -- | -- | -- | -- | -- | -- | -- | -- | -- | -- | -- | -- | -- | -- | -- | -- | -- | -- | -- | -- |
| Punten     | 2 | 3 | 5 | 7 | 9 | 11 | 13 | 13 | 15 | 17 | 17 | 19 | 20 | 22 | 23 | 25 | 27 | 29 | 31 | 32 | 33 | 35 | 37 | 38 | 40 | 42 |

### Doelpunten per speelronde
| Speelronde | 1 | 2 | 3 | 4 | 5 | 6 | 7 | 8 | 9 | 10 | 11 | 12 | 13 | 14 | 15 | 16 | 17 | 18 | 19 | 20 | 21 | 22 | 23 | 24 | 25 | 26 | Totaal |
| ---------- | - | - | - | - | - | - | - | - | - | -- | -- | -- | -- | -- | -- | -- | -- | -- | -- | -- | -- | -- | -- | -- | -- | -- | ------ |
| Doelpunten | 5 | 0 | 5 | 2 | 3 | 3 | 1 | 1 | 2 | 0  | 4  | 2  | 0  | 5  | 1  | 1  | 3  | 3  | 3  | 0  | 1  | 2  | 1  | 1  | 6  | 1  | 56     |